# 中國國民黨中央執行委員會舊址
中國國民黨中央執行委員會舊址位於重慶市渝中區上清寺電信局五分局，原為張驤公館，文物遺址年代為1938年-1946年，2009年12月15日列為第二批重慶市文物保護單位。